# Kauno Žalgiris (damer)
Kauno Žalgiris (damer) eller MFK Kauno Žalgiris är ett fotbollslag för damer från staden Kaunas i Litauen.

## Historia
Klubben bildades år 2000 under namnet SM Tauras (Tauro sporto mokykla). År 2017 blev klubben damsektionen till FK Kauno Žalgiris, vilket gav laget större resurser. Större matcher kan spelas på NFA stadionas, medan vanliga ligamatcher ofta äger rum på den betydligt mindre SM "Tauro" stadionas (Sporto mokyklos "Tauras" stadionas).

### Historiska namn
- 2000 – Kauno SM
- 2003 – Kauno FM
- 2009 – FK Inkaras
- 2010 – Kauno FM
- 2012 – FM Žara
- 2015 – LSU Žara
- 2017 – MFK Kauno Žalgiris

## Meriter
- A lyga (damer):

Silver: 2012, 2014, 2015, 2016, 2017, 2018, 2019
Brons: 2005, 2011, 2021
- Litauiska Cupen (damer):

Finalist: 2011, 2016

## Placering tidigare säsonger
| Säsong | Nivå | Liga   | Placering | Referens |
| ------ | ---- | ------ | --------- | -------- |
| 2011   | 1    | A lyga | 3         | [ 3 ]    |
| 2012   | 1    | A lyga | 2         | [ 4 ]    |
| 2013   | 1    | A lyga | 4         | [ 5 ]    |
| 2014   | 1    | A lyga | 2         | [ 6 ]    |
| 2015   | 1    | A lyga | 2         | [ 7 ]    |
| 2016   | 1    | A lyga | 2         | [ 8 ]    |

### MFK Kauno Žalgiris
sedan 17 april 2017 MFK Kauno Žalgiris
| Säsong | Nivå | Liga   | Placering | Referens      |
| ------ | ---- | ------ | --------- | ------------- |
| 2017   | 1    | A lyga | 2         | [ 9 ]         |
| 2018   | 1    | A lyga | 2         | [ 10 ]        |
| 2019   | 1    | A lyga | 2         | [ 11 ]        |
| 2020   | 1    | A lyga | 3         | [ 12 ] [ 13 ] |
| 2021   | 1    | A lyga | 3         | [ 14 ]        |

## Kända spelare
- Kamilė Vaičiulaitytė
- Ugnė Elena Uršulė Šmitaitė
- Liucija Vaitukaitytė
- Milda Liužinaitė

## Tränare
- Ingrida Siliūnienė (till 2020);
- Mantas Babušis (2020–maj 2021);
- Martynas Karpavičius (sedan maj 2021).[15]